# ニューヨーク デイドリーム
『ニューヨーク デイドリーム』（原題: Too Tired to Die、英題: Too Tired to Die）は、1998年公開のアメリカ・韓国合作のコメディ映画。
チン・ウォンスク脚本・監督、金城武とミラ・ソルヴィノ主演。金城武のアメリカ映画初出演作品。この映画は、余命が12時間しかないことを知った日本人の青年を描いている。
1997年6月に撮影され、1998年1月20日にサンダンス映画祭の「American Spectrum」部門でプレミア上映された。